# Stempellina emarginata
Stempellina emarginata är en tvåvingeart som först beskrevs av Tokunaga 1964.  Stempellina emarginata ingår i släktet Stempellina och familjen fjädermyggor. Inga underarter finns listade i Catalogue of Life.